# دیوید آلوین
دیوید آلوین (انگلیسی: David W. Allvin؛ زادهٔ ۱۹۶۳) ژنرال نیروی هوایی ایالات متحده آمریکا است، که از نوامبر ۲۰۲۳ به‌عنوان بیست و سومین رئیس ستاد نیروی هوایی (فرمانده نیروی هوایی آمریکا) فعالیت می‌کند.
آلوین در سال ۱۹۸۶ به نیروی هوایی آمریکا پیوست. او از ۲۰۱۲ تا ۲۰۱۳ فرماندهی مرکز ۶۱۸ عملیات هوایی و فضایی را برعهده داشت، از ۲۰۱۳ تا ۲۰۱۴ مدیر برنامه‌ریزی استراتژیک نیروی هوایی بود، از ۲۰۱۴ تا ۲۰۱۵ به‌عنوان مدیر استراتژی، مفاهیم و ارزیابی ستاد نیروی هوایی فعالیت می‌کرد و در فاصله سال‌های ۲۰۱۵ تا ۲۰۱۸ مدیر استراتژی و سیاست‌های فرماندهی اروپایی ایالات متحده آمریکا بود. 
وی از ۲۰۱۸ تا ۲۰۱۹ به‌عنوان مدیر استراتژی، برنامه‌ها و سیاست‌های ستاد مشترک نیروهای مسلح ایالات متحده آمریکا فعالیت می‌کرد و از ۲۰۲۰ تا ۲۰۲۳ جانشینی رئیس ستاد نیروی هوایی آمریکا را برعهده داشت.